# Mariano Armellini (bénédictin)
 (janvier 2025).
Pour les articles homonymes, voir Armellini.
Mariano Armellini né le 10 décembre 1662 à Ancône et mort le 4 mai 1737 à Foligno, est un moine bénédictin et érudit italien.

## Biographie
Né à Ancône, Armellini  s’adonna d’abord à la prédication et prêcha le carême à Sainte-Marie-du-Trastevere, à Rieti, Viterbe, Ravenne et Reggio. Il fut fait prieur en 1722, et abbé par dispense en 1723. Il fut successivement abbé en exercice à Sienne, Assise et Foligno. Il mourut dans ce dernier monastère, le 4 mai 1737.

## Œuvres
- Bibliotheca Benedictino-Cassinensis, ou Notices de la vie et des ouvrages des écrivains de la congrégation du Mont-Cassin, qui y ont fleuri jusqu’au temps de l’auteur, 1re partie, Assise, 1731, in-fol. ; 2e partie, Assise, 1732, in-fol.
- Catalogi tres monachorum, episcoporum, reformatorum et virorum sanctitate illustrium e congregatione Cassinensi, Assise, 1733, in-fol. Le troisième de ces catalogues n’est imprimé à Assise que jusqu’à la page 20. Il fut continué à Rome sous ce titre : Continuatio Catalogi virorum sanctitate illustrium, etc., 1734, in-fol.
- Additiones et Correctiones Bibliothecæ Benedictino-Cassinensis, etc., à Foligno, 1735, in-fol.

Avant ces grands travaux, Armellini s’était essayé dans une Vie de la bienheureuse Marguerite Corradi, écrite en italien, Venise, 1726, in-12, ouvrage qui n’annonçait ni les mêmes connaissances, ni le même esprit de recherches. Il laissa de plus, en manuscrit, une Bibliotheca synoptica ordinis S. Benedicti, qui complète ses travaux sur son ordre.